# Silent Wedding
Silent Wedding (Nunta mută) è un film del 2008 diretto da Horațiu Mălăele.
Alla morte di Stalin, nel 1953 venne indetto un lutto internazionale che impose, anche in Romania, l'impossibilità di festeggiare alcunché né di celebrare matrimoni per sette giorni. Dal racconto di Octavian Cotescu di un matrimonio comunque celebrato in queste circostanze, e con tragici esiti, prende spunto l'idea del regista Mălăele, poi sceneggiata con Adrian Lustig

## Trama
Una troupe televisiva ha contattato il sindaco di un paese di provincia rumeno in cerca di storie interessanti da raccontare. Il sindaco Gogonea li porta in un sito, ora occupato da una fabbrica abbandonata, dove un tempo sorgeva un villaggio.
Parte così un lungo flashback con il quale si narrano le vicende avvenute in un villaggio rumeno del 1953 che si trovava in grande arretratezza e che non aveva accolto con grande favore la svolta comunista.
L'amore tra due giovani, Iancu e Mara, deve essere consacrato, dato che i due hanno ormai dato sin troppa evidenza della loro unione. Con l'accordo delle famiglie si stabilisce dunque un giorno feriale nel quale tutto il paese prenderà parte alla festa.
Giunto il giorno, celebrato il matrimonio, mentre ci si sta apprestando al banchetto, si presenta il capo del partito comunista del paese, accompagnato da un militare russo. Viene annunciata la morte di Stalin e il conseguente lutto internazionale che impone una settimana senza feste e assemblee pubbliche in tutti i paesi comunisti. Il provvedimento ha effetto immediato, per cui deve annullarsi il banchetto di matrimonio che stava iniziando.
Viene smantellato tutto ma poi, di comune tacito accordo, il banchetto viene riallestito al chiuso e ripreso poco più tardi. Con un'accortezza. Dovranno stare tutti in rigido silenzio per non richiamare l'attenzione e incorrere in pericolose repressioni.
Dunque il banchetto si svolge nel silenzio assoluto con situazioni paradossali e grottesche. Questo finché l'improvviso frastuono di un temporale non convince tutti a rompere il silenzio e a dare piena soddisfazione alla gioia facendo chiasso. Ma passa poco tempo e irrompono le milizie che sequestrano il cibo e, con la violenza, portano via tutti gli uomini del villaggio, compreso lo sposo.
Finale tragico con ritorno al presente e visione della vedova che torna in quel luogo, ormai irriconoscibile, a commemorare i tragici fatti avvenuti nel 1953.

## Riconoscimenti
- Premio Gopo 2009
  - Candidatura per la miglior sceneggiatura Adrian Lustig e Horațiu Mălăele
  - Candidatura per il miglior attore Alexandru Potocean
  - Candidatura per la miglior attrice Meda Andreea Victor
  - Candidatura per la miglior fotografia Vivi Drăgan Vasile
  - Candidatura per il miglior montaggio Cristian Nicolescu
  - Candidatura per la miglior scenografia Mihnea Mihăilescu
  - Candidatura per i migliori costumi Oana Paunescu
  - Candidatura per il miglior trucco Dana Roșeanu e Ioana Ioniță